# Pseudosparna boliviana
Pseudosparna boliviana es una especie de escarabajo longicornio del género Pseudosparna, categorizada en la tribu Acanthocinini, de la subfamilia Lamiinae. Fue descrita por Monné M. L. & Monné M. A. en 2011.
Mide 5-5,7 mm de longitud. Se distribuye por América del Sur: Bolivia.